# Ferredoxina—NAD+ reductasa
La Ferredoxina-NAD+
 reductasa (EC 1.18.1.3) es una enzima que cataliza la siguiente reacción química:
Por lo tanto los dos sustratos de esta enzima son ferredoxina reducida y NAD+
, mientras que sus tres productos son ferredoxina oxidada, NADH, e ion hidrógeno.

## Clasificación
Esta enzima pertenece a la familia de las oxidorreductasas, específicamente a aquellas que actúan con una proteína hierro-azufre como donante de electrones y con NAD+
 o NADP+
 como aceptor.

## Nomenclatura
El nombre sistemático de esta clase de enzimas es ferredoxina:NAD+
 oxidorreductasa. Otros nombres de uso común incluyen: ferredoxina–nicotinamida adenina dinucleótido reductasa, ferredoxina reductasa, NAD+
-ferredoxina hgrfhjh0ygws, ferredoxina-NAD+
 reductasa, ferredoxina-NAD reductasa y NAD+
 reductasa vinculada a ferredoxina.
Cuando la molécula de NAD se encuentra en su forma reducida, la enzima a veces es referida como: NADH-ferredoxina oxidorreductasa, nicotinamida adenina dinucleótido-ferredoxina reducida, NADH-ferredoxina reductasa, NADH flavodoxina oxidorreductasa y NADH
2-ferredoxina oxidorreductasa.

## Papel biológico
Esta enzima participa en el metabolismo de los ácidos grasos.

## Estudios estructurales
Hasta el año 2007, sólo se había resuelto una única estructura para esta clase de enzimas, con el código  1KRH de acceso a PDB.

## Enzimas relacionadas
Otras enzimas de la familia son:
- NADH-ferredoxina NAP reductasa (componente del sistema enzimático multicomponente llamado naftaleno dioxigenasa)
- NADH-ferredoxina TOL reductasa (componente del sistema tolueno dioxigenasa)